# Kyō Satō
Kyō Satō (japanisch 佐藤 響 Satō Kyō; * 21. März 2000 in der Präfektur Tochigi) ist ein japanischer Fußballspieler.

## Karriere
Kyō Satō erlernte das Fußballspielen in der Schulmannschaft der Mito Keimei High School sowie in der Universitätsmannschaft der Ryūtsū-Keizai-Universität. 2018 spielte er viermal für den Ryutsu Keizai University FC in der Regionalliga. Seinen ersten Vertrag unterschrieb er am 1. Februar 2022 bei Sagan Tosu. Der Verein aus Tosu, einer Stadt in der Präfektur Saga auf der Insel Kyūshū, spielte in der ersten japanischen Liga, der J1 League. Sein Erstligadebüt gab Kyō Satō am 19. Februar 2022 (1. Spieltag) im Auswärtsspiel gegen Sanfrecce Hiroshima. Hier wurde er beim 0:0-Unentschieden in der 84. Minute für Nanasei Iino eingewechselt. Mitte Juni 2022 wechselte er auf Leihbasis zum Ligarivalen Kyōto Sanga verliehen. Für den Verein aus Kyōto bestritt er sechs Ligaspiele. Nach der Ausleihe wurde Satō am 1. Februar 2023 fest von Kyōto unter Vertrag genommen.